# Гэнгё
Гэнгё, Гангё, Гэнкэй (яп. 元慶 гэнгё:, гангё:, гэнкэй, источник радости) — девиз правления (нэнго) японского императора Ёдзэя с 877 по 885 год .

## Продолжительность
Начало и конец эры:
- 16-й день 4-й луны 19-го года Дзёган (по юлианскому календарю — 1 июня 877 года);
- 21-й день 2-й луны 9-го года Гэнгё (по юлианскому календарю — 11 марта 885 года).

## Происхождение
Название нэнго было заимствовано:
- из Книги Перемен:「元吉在上、大有慶也」[4];
- из 11-го цзюаня «Вэньсюань»:「是以其安也、則黎元与之同慶、及其危也」[4].

## События
- 20 января 877 года (3-й день 1-й луны 1-го года Гэнгё) — император Ёдзэй взошёл на престол в возрасте 8 лет. Для молодого правителя было развёрнуто строительство новой резиденции[6];
- 877 год (2-я луна 1-го года Гэнгё) — послы из Кореи прибыли в провинцию Идзумо, но вскоре вернулись обратно;
- 877 год (6-я луна 1-го года Гэнгё) — случилась великая засуха, народ в провинции Исэ делал жертвоприношения в святилищах Хатиман, Камо и других — и в конце концов пошёл дождь[6];
- 878 год (2-й год Гэнгё) — дайдзё тэнно Сэйва стал буддийским священником под именем Сосин[7];
- 31 декабря 878 года (4-й день 12-й луны 2-го года Гэнгё) — Сэйва умер в возрасте 31 год[8];
- 879 год (3-й год Гэнгё) — завершено составление «Настоящих записей деяний японского императора Монтоку» (яп. 日本文徳天皇実録);
- 883 год (7-й год Гэнгё) — кампаку Фудзивара-но Мотоцунэ предпринимает безуспешные попытки образумить юного императора, предававшегося жестокостям: он сам казнил преступников, приходил в ярость и хватался за меч, если кто-то пытался ему перечить. Нужно сказать, что ещё раннем подростковом возрасте наследник престола издевался над животными: наслаждался зрелищем поедания змеями лягушек, которых сам к ним подносил, стравливал обезьян с собаками и т. д.[9];
- 884 год (8-й год Гэнгё) — безумства императора продолжались, не ослабевая. Фудзивара-но Мотоцунэ узнал о ещё одной его выходке: император приказал нескольким мужчинам взобраться на дерево, а другим отдал приказ забросать их копьями до смерти. Этот случай окончательно убедил кампаку в недееспособности императора, и он разработал стратегию для его свержения. Мотоцунэ предложил Ёдзэю посетить лошадиные скачки, и тот с радостью согласился. Развлечение было назначено на 4-й день 2-й луны 8-го года Гэнгё[10];
- 4 марта 884 года (4-й день 2-й луны 8-го года Гэнгё) — под предлогом скачек императора вынудили покинуть свой дворец. Ёдзэй сел в экипаж, который быстро окружили вооружённые люди и приказали ехать в другом направлении. Фудзивара-но Мотоцунэ объявил Ёдзэю о его свержении, объяснив это безумствами царя. Ёздэй зарыдал, что вызвало чувство сострадания у тех, кто был свидетелем его раскаяния[10]. Трон перешёл к третьему сыну императора Ниммё, которому тогда было 55 лет;
- 23 марта 884 года (23-й день 2-й луны 8-го года Гэнгё) — воцарение нового императора Коко;

## Сравнительная таблица
Ниже представлена таблица соответствия японского традиционного и европейского летосчисления. В скобках к номеру года японской эры указано название соответствующего года из 60-летнего цикла китайской системы гань-чжи. Японские месяцы традиционно названы лунами.
| 1-й год Гэнгё (Огненный Петух)      | 1-я луна       | 2-я луна   | 2-я луна* (високосная) | 3-я луна               | 4-я луна* | 5-я луна* | 6-я луна   | 7-я луна*              | 8-я луна    | 9-я луна*  | 10-я луна               | 11-я луна*   | 12-я луна     |
| ----------------------------------- | -------------- | ---------- | ---------------------- | ---------------------- | --------- | --------- | ---------- | ---------------------- | ----------- | ---------- | ----------------------- | ------------ | ------------- |
| Юлианский календарь                 | 18 января 877  | 17 февраля | 19 марта               | 17 апреля              | 17 мая    | 15 июня   | 14 июля    | 13 августа             | 11 сентября | 11 октября | 9 ноября                | 9 декабря    | 7 января 878  |
| 2-й год Гэнгё (Земляная Собака)     | 1-я луна       | 2-я луна   | 3-я луна*              | 4-я луна               | 5-я луна* | 6-я луна* | 7-я луна   | 8-я луна*              | 9-я луна    | 10-я луна* | 11-я луна               | 12-я луна*   |               |
| Юлианский календарь                 | 6 февраля 878  | 8 марта    | 7 апреля               | 6 мая                  | 5 июня    | 4 июля    | 2 августа  | 1 сентября             | 30 сентября | 30 октября | 28 ноября               | 28 декабря   |               |
| 3-й год Гэнгё (Земляная Свинья)     | 1-я луна       | 2-я луна   | 3-я луна*              | 4-я луна               | 5-я луна  | 6-я луна* | 7-я луна*  | 8-я луна               | 9-я луна*   | 10-я луна  | 10-я луна* (високосная) | 11-я луна    | 12-я луна*    |
| Юлианский календарь                 | 26 января 879  | 25 февраля | 27 марта               | 25 апреля              | 25 мая    | 24 июня   | 23 июля    | 21 августа             | 20 сентября | 19 октября | 18 ноября               | 17 декабря   | 16 января 880 |
| 4-й год Гэнгё (Металлическая Крыса) | 1-я луна       | 2-я луна*  | 3-я луна               | 4-я луна               | 5-я луна* | 6-я луна  | 7-я луна*  | 8-я луна               | 9-я луна*   | 10-я луна  | 11-я луна*              | 12-я луна    |               |
| Юлианский календарь                 | 14 февраля 880 | 15 марта   | 13 апреля              | 13 мая                 | 12 июня   | 11 июля   | 10 августа | 8 сентября             | 8 октября   | 6 ноября   | 6 декабря               | 4 января 881 |               |
| 5-й год Гэнгё (Металлический Бык)   | 1-я луна*      | 2-я луна   | 3-я луна*              | 4-я луна               | 5-я луна* | 6-я луна  | 7-я луна   | 8-я луна*              | 9-я луна    | 10-я луна* | 11-я луна               | 12-я луна*   |               |
| Юлианский календарь                 | 3 февраля 881  | 4 марта    | 3 апреля               | 2 мая                  | 1 июня    | 30 июня   | 30 июля    | 29 августа             | 27 сентября | 27 октября | 25 ноября               | 25 декабря   |               |
| 6-й год Гэнгё (Водяной Тигр)        | 1-я луна       | 2-я луна*  | 3-я луна               | 4-я луна*              | 5-я луна  | 6-я луна* | 7-я луна   | 7-я луна* (високосная) | 8-я луна    | 9-я луна   | 10-я луна*              | 11-я луна    | 12-я луна*    |
| Юлианский календарь                 | 23 января 882  | 22 февраля | 23 марта               | 22 апреля              | 21 мая    | 20 июня   | 19 июля    | 18 августа             | 16 сентября | 16 октября | 15 ноября               | 14 декабря   | 13 января 883 |
| 7-й год Гэнгё (Водяной Кролик)      | 1-я луна       | 2-я луна*  | 3-я луна               | 4-я луна*              | 5-я луна* | 6-я луна  | 7-я луна*  | 8-я луна               | 9-я луна    | 10-я луна  | 11-я луна*              | 12-я луна    |               |
| Юлианский календарь                 | 11 февраля 883 | 13 марта   | 11 апреля              | 11 мая                 | 9 июня    | 8 июля    | 7 августа  | 5 сентября             | 5 октября   | 4 ноября   | 4 декабря               | 2 января 884 |               |
| 8-й год Гэнгё (Деревянный Дракон)   | 1-я луна*      | 2-я луна   | 3-я луна*              | 4-я луна*              | 5-я луна  | 6-я луна* | 7-я луна   | 8-я луна*              | 9-я луна    | 10-я луна  | 11-я луна*              | 12-я луна    |               |
| Юлианский календарь                 | 1 февраля 884  | 1 марта    | 31 марта               | 29 апреля              | 28 мая    | 27 июня   | 26 июля    | 25 августа             | 23 сентября | 23 октября | 22 ноября               | 21 декабря   |               |
| 9-й год Гэнгё (Деревянная Змея)     | 1-я луна       | 2-я луна*  | 3-я луна               | 3-я луна* (високосная) | 4-я луна  | 5-я луна* | 6-я луна*  | 7-я луна               | 8-я луна*   | 9-я луна   | 10-я луна*              | 11-я луна    | 12-я луна     |
| Юлианский календарь                 | 20 января 885  | 19 февраля | 20 марта               | 19 апреля              | 18 мая    | 17 июня   | 16 июля    | 14 августа             | 13 сентября | 12 октября | 11 ноября               | 10 декабря   | 9 января 886  |

* звёздочкой отмечены короткие месяцы (луны) продолжительностью 29 дней. Остальные месяцы длятся 30 дней.